# Campeonato Europeo de Ciclismo en Ruta de 2021
El VI Campeonato Europeo de Ciclismo en Ruta se realizó en Trento (Italia) entre el 8 y el 12 de septiembre de 2021, bajo la organización de la Unión Europea de Ciclismo (UEC) y la Unión Ciclista de Italia.
El campeonato constó de carreras en las especialidades de contrarreloj y de ruta, en las divisiones élite masculino, élite femenino, femenino sub-23 y masculino sub-23; además se disputó una contrarreloj por relevos mixtos. En total se otorgaron nueve títulos de campeón europeo en las divisiones élite y sub-23, y cuatro en la categoría júnior.

## Programa
El programa de competiciones es el siguiente:
| Día              | Prueba                          | Trayecto               | Distancia (km) | Ganador                            |
| ---------------- | ------------------------------- | ---------------------- | -------------- | ---------------------------------- |
| Contrarreloj     |                                 |                        |                |                                    |
| 8 de septiembre  | Contrarreloj júnior femenina    | Trento–Aldeno–Trento   | 22,4           | Aliona Ivanchenko · ( Rusia)       |
| 8 de septiembre  | Contrarreloj júnior masculina   | Trento–Aldeno–Trento   | 22,4           | Alec Segaert · ( Bélgica)          |
| 8 de septiembre  | Contrarreloj por relevos mixtos | Trento–Aldeno–Trento   | 44,8           | Italia                             |
| 9 de septiembre  | Contrarreloj sub-23 femenina    | Trento–Aldeno–Trento   | 22,4           | Vittoria Guazzini · ( Italia)      |
| 9 de septiembre  | Contrarreloj sub-23 masculina   | Trento–Aldeno–Trento   | 22,4           | Johan Price-Pejtersen ( Dinamarca) |
| 9 de septiembre  | Contrarreloj élite femenina     | Trento–Aldeno–Trento   | 22,4           | Marlen Reusser · ( Suiza)          |
| 9 de septiembre  | Contrarreloj élite masculina    | Trento–Aldeno–Trento   | 22,4           | Stefan Küng · ( Suiza)             |
| Ruta             |                                 |                        |                |                                    |
| 10 de septiembre | Ruta júnior femenina            | Trento                 | 67,6           | Linda Riedmann · ( Alemania)       |
| 10 de septiembre | Ruta júnior masculina           | Trento                 | 107,2          | Romain Grégoire ( Francia)         |
| 10 de septiembre | Ruta sub-23 femenina            | Trento                 | 80,8           | Silvia Zanardi · ( Italia)         |
| 11 de septiembre | Ruta sub-23 masculina           | Trento                 | 133,6          | Thibau Nys · ( Bélgica)            |
| 11 de septiembre | Ruta élite femenina             | Trento                 | 107,2          | Ellen van Dijk · ( Países Bajos)   |
| 12 de septiembre | Ruta élite masculina            | Trento–Cavedine–Trento | 179,2          | Sonny Colbrelli · ( Italia)        |

1. ↑  Circuito de 22,4 km – 1 vuelta los hombres y 1 vueltas las mujeres.
2. ↑  Circuito de 13,2 km – 5 vueltas.
3. ↑  Circuito de 13,2 km – 8 vueltas.
4. ↑  Circuito de 13,2 km – 6 vueltas.
5. ↑  Circuito de 13,2 km – 10 vueltas.
6. ↑  Circuito de 13,2 km – 8 vueltas.
7. ↑  73,2 km + circuito de 13,2 km – 8 vueltas.

## Resultados élite y sub-23

### Masculino
- Contrarreloj individual

| Puesto | Ciclista        | País    | Tiempo   |
| ------ | --------------- | ------- | -------- |
| Oro    | Stefan Küng     | Suiza   | 24:29,85 |
| Plata  | Filippo Ganna   | Italia  | 24:37,55 |
| Bronce | Remco Evenepoel | Bélgica | 24:44,41 |

- Ruta

| Puesto | Ciclista         | País    | Tiempo  |
| ------ | ---------------- | ------- | ------- |
| Oro    | Sonny Colbrelli  | Italia  | 4:19:45 |
| Plata  | Remco Evenepoel  | Bélgica | 4:19:45 |
| Bronce | Benoît Cosnefroy | Francia | 4:21:15 |

### Femenino
- Contrarreloj individual

| Puesto | Ciclista       | País         | Tiempo   |
| ------ | -------------- | ------------ | -------- |
| Oro    | Marlen Reusser | Suiza        | 27:12,95 |
| Plata  | Ellen van Dijk | Países Bajos | 27:32,26 |
| Bronce | Lisa Brennauer | Alemania     | 28:15,22 |

- Ruta

| Puesto | Ciclista       | País         | Tiempo  |
| ------ | -------------- | ------------ | ------- |
| Oro    | Ellen van Dijk | Países Bajos | 2:50:35 |
| Plata  | Liane Lippert  | Alemania     | 2:51:53 |
| Bronce | Rasa Leleivytė | Lituania     | 2:51:53 |

### Masculino sub-23
- Contrarreloj individual

| Puesto | Ciclista              | País         | Tiempo   |
| ------ | --------------------- | ------------ | -------- |
| Oro    | Johan Price-Pejtersen | Dinamarca    | 25:35,29 |
| Plata  | Søren Wærenskjold     | Noruega      | 26:08;98 |
| Bronce | Daan Hoole            | Países Bajos | 26:09,76 |

- Ruta

| Puesto | Ciclista            | País    | Tiempo  |
| ------ | ------------------- | ------- | ------- |
| Oro    | Thibau Nys          | Bélgica | 3:06:57 |
| Plata  | Filippo Baroncini   | Italia  | 3:06:57 |
| Bronce | Juan Ayuso Pesquera | España  | 3:06:57 |

### Femenino sub-23
- Contrarreloj individual

| Puesto | Ciclista          | País     | Tiempo   |
| ------ | ----------------- | -------- | -------- |
| Oro    | Vittoria Guazzini | Italia   | 29:02,08 |
| Plata  | Hannah Ludwig     | Alemania | 29:40,97 |
| Bronce | Elena Pirrone     | Italia   | 29:47,92 |

- Ruta

| Puesto | Ciclista        | País    | Tiempo  |
| ------ | --------------- | ------- | ------- |
| Oro    | Silvia Zanardi  | Italia  | 2:11:15 |
| Plata  | Kata Blanka Vas | Hungría | 2:11:17 |
| Bronce | Évita Muzic     | Francia | 2:11:17 |

### Mixto
- Contrarreloj por relevos

| Puesto | Ciclistas                                                                                           | País         | Tiempo   |
| ------ | --------------------------------------------------------------------------------------------------- | ------------ | -------- |
| Oro    | Matteo Sobrero Filippo Ganna Alessandro De Marchi Elena Cecchini Marta Cavalli Elisa Longo Borghini | Italia       | 51:59,01 |
| Plata  | Miguel Heidemann Justin Wolf Max Walscheid Corinna Lechner Mieke Kröger Tanja Erath                 | Alemania     | 52:20,08 |
| Bronce | Koen Bouwman Jos van Emden Bauke Mollema Floortje Mackaij Amy Pieters Demi Vollering                | Países Bajos | 52:25,28 |

## Medallero
| Núm. | País         | Oro | Plata | Bronce | Total |
| ---- | ------------ | --- | ----- | ------ | ----- |
| 1    | Italia       | 4   | 2     | 1      | 7     |
| 2    | Suiza        | 2   | 0     | 0      | 2     |
| 3    | Países Bajos | 1   | 1     | 2      | 4     |
| 4    | Bélgica      | 1   | 1     | 1      | 3     |
| 5    | Dinamarca    | 1   | 0     | 0      | 1     |
| 6    | Alemania     | 0   | 3     | 1      | 4     |
| 7    | Hungría      | 0   | 1     | 0      | 1     |
| 7    | Noruega      | 0   | 1     | 0      | 1     |
| 9    | Francia      | 0   | 0     | 2      | 2     |
| 10   | España       | 0   | 0     | 1      | 1     |
| 10   | Lituania     | 0   | 0     | 1      | 1     |
|      | TOTAL        | 9   | 9     | 9      | 27    |